# NSA339-es autópálya (Olaszország)
Az NSA339 számú autópálya Cataniából indul , és egy alig több, mint 25 km-es szakasz után véget ér Augustában, ahol összeolvad a SS114, Siracusába vezető közúttal. 
Az autópályának egyelőre nincs végleges azonosítószáma, az NSA339, csak ideiglenes azonosító.

## Útvonal

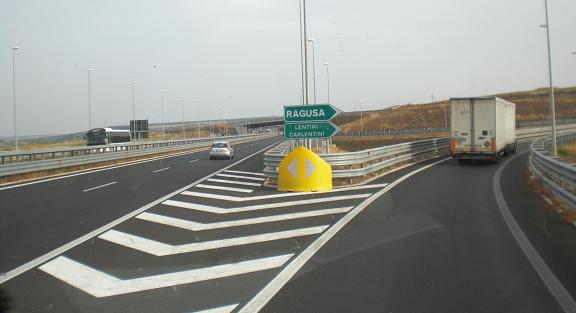
Elágazás Ragusa felé

| Autostrada NSA 339 Catania-Siracusa |                                                       |      |      |       |            |
| Típus                               | Jelölés                                               | ↓km↓ | ↑km↑ | Megye | Európai út |
|                                     | Tangenziale di Catania                                | 0,0  | 25,2 | CT    |            |
|                                     | Pihenőhely (épülő)                                    | 9,8  | 14,9 | SR    |            |
|                                     | Lentini-Carlentini-Ragusa Ragusana (variante NSA 345) | 11,0 | 13,7 | SR    |            |
|                                     | Orientale Sicula                                      | 25,2 | 0,0  | SR    |            |

### Fordítás
- Ez a szócikk részben vagy egészben  az   Autostrada NSA339 című olasz Wikipédia-szócikk fordításán alapul.  Az eredeti cikk szerkesztőit annak laptörténete sorolja fel. Ez a jelzés csupán a megfogalmazás eredetét és a szerzői jogokat jelzi, nem szolgál a cikkben szereplő információk forrásmegjelöléseként.